# Darko Lazović
Darko Lazović (serbisch Дарко Лазовић; * 15. September 1990 in Čačak) ist ein serbischer Fußballspieler. Der Flügelspieler spielt in der italienischen Serie A bei Hellas Verona und ist ehemaliger serbischer Nationalspieler.

## Karriere

### Verein
Lazović begann seine Karriere in der Jugendmannschaft vom Borac Čačak. In der Saison 2007/08 stieg er in die erste Mannschaft auf und etablierte sich schnell, sodass er früh Stammspieler wurde. In der Winterpause 2008/09 ging er ins Probetraining von Hertha BSC. Am 2. März 2008 gab er sein Debüt für Borac Čačak unter Cheftrainer Milovan Rajevac in einem Meisterschaftsspiel gegen Hajduk Kula. Sein erstes Tor für Borac Čačak in einem Pflichtspiel erzielte er am 22. März 2008 im Ligaspiel gegen Vojvodina Novi Sad.
Während seiner Zeit bei Borac Čačak zeigten unter anderem Tottenham Hotspur und Hertha BSC Interesse an der Verpflichtung von Lazović. Zur Saison 2009/10 wechselte er schließlich zum FK Roter Stern Belgrad. Nach einigen Startschwierigkeiten, bekam er nach einem Trainerwechsel unter Robert Prosinečki immer mehr Einsatzzeiten. Auch in den nachfolgenden Pflichtspielen stand er regelmäßig in der Startelf. Im Laufe der Saison wurde Lazović zum Stammspieler und einem wichtigen Bestandteil der Mannschaft. 2011 wurde er im Alter von 21 Jahren zum besten jungen Spieler Serbiens gewählt. Am 4. Juli 2012 verlängerte Lazović seinen Vertrag mit Roter Stern Belgrad für drei weitere Jahre bis 2015 und beendete somit die Spekulationen über seinen möglichen Wechsel zu Dynamo Moskau oder Paris Saint-Germain.
Im Sommer 2015 wechselte er ablösefrei zum italienischen Erstligisten CFC Genua. 2019 wechselte er zu dem Aufsteiger Hellas Verona.

### Nationalmannschaft
Sein Debüt in der serbischen Nationalmannschaft gab er unter Radomir Antić am 14. Dezember 2008 in einem Freundschaftsspiel gegen Polen. Anschließend fand er zunächst keine weitere Berücksichtigung im Nationalkader; erst über dreieinhalb Jahre später folgten im Sommer und Herbst 2012 drei weitere Länderspiele. Nach einem weiteren Einsatz im Sommer 2014 wurde er anschließend erneut viereinhalb Jahre nicht mehr berücksichtigt. Ab März 2019 kam er fortan regelmäßig zum Einsatz, verpasste mit der Mannschaft jedoch die Qualifikation zur Europameisterschaft 2021. Nach erfolgreicher Qualifikation gehörte er dem serbischen Kader bei der Weltmeisterschaft 2022 an und kam dort bis zum Vorrundenaus der Mannschaft in einem Gruppenspiel zum Einsatz.

## Spielweise
Darko Lazović ist ein klassischer Flügelspieler, der überwiegend auf der rechten Außenbahnen eingesetzt wird, jedoch auch auf anderen offensiven Positionen im Mittelfeld eingesetzt wurde.

## Erfolge

### Vereinsmannschaften
Roter Stern Belgrad
- Vizemeister (3): 2010, 2011, 2012, 2013
- Serbischer Pokalsieger (2): 2010, 2012

### Auszeichnungen
- Beste Jugendspieler der SuperLiga-Saison 2010/11
- SuperLiga-Team des Jahres (1): 2012